# 天津金融业
天津金融业是天津经济发展的重要行业，在近代天津一度是全国重要的金融城市，近年来随着滨海新区的开发开放，天津金融业又焕发出新的生机。

## 历史

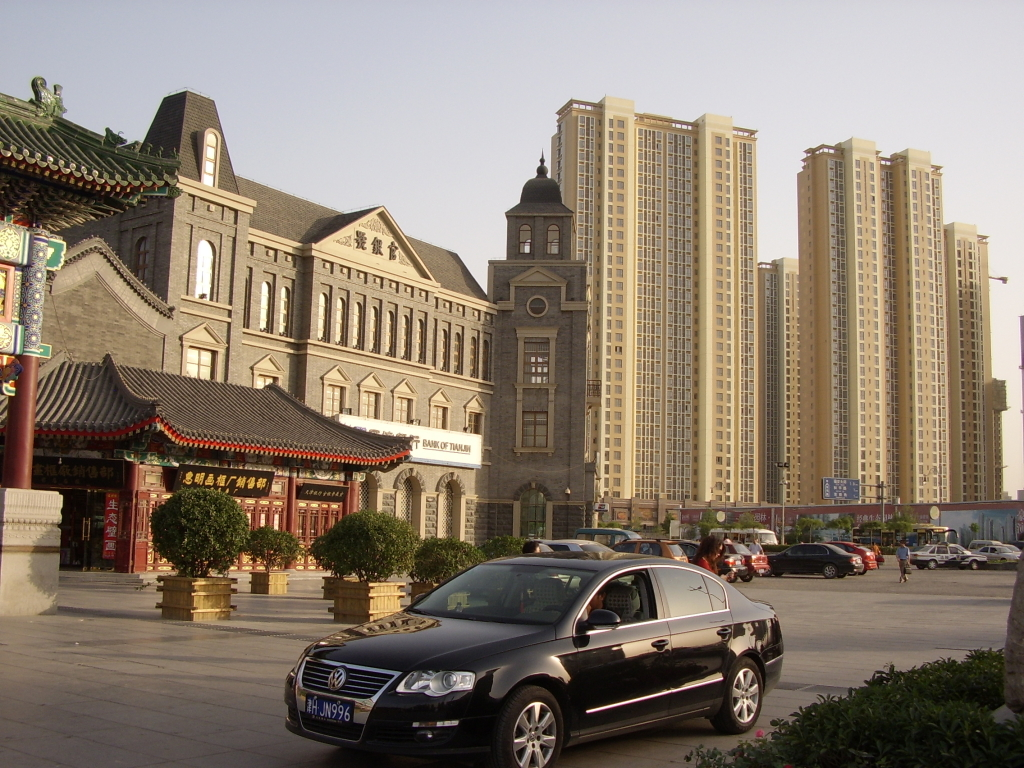
天津官银号旧址

### 古代
天津自元代漕运以来，逐渐形成水旱交通枢纽，成为商品集散地，当时盐业作为天津经济的主要支柱，促进了天津向周边及三北地区腹地的辐射能力，为金融业的发展奠定了良好的基础。清朝的乾隆年间，在现今的古文化街一带就开办了天津最早的钱局。当时，天津已有数十家钱庄、票号，其中最早的就是嘉庆二年(1797年)在天津开办的日升昌票号，它以首创中国汇兑业务而闻名。

### 近代

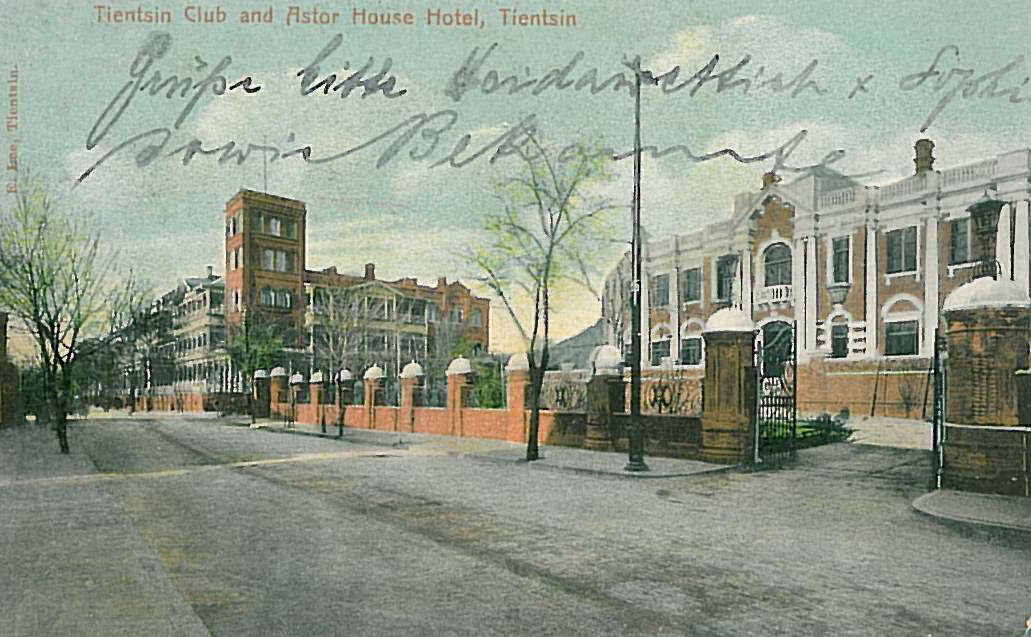
解放北路金融街旧景

天津出现的第一家银行便是英国汇丰银行天津分行，该行于1882年正式开业。其后是1895年在天津开业的英国麦加利银行天津分行，1896年开业的俄国华俄道胜银行天津分行，1897年开业的德国德华银行天津分行，1898年出现了最早的中国资本资银行—中国通商银行天津分行，1899年开业的日本横滨正金银行天津分行，此外还有法国的东方汇理银行天津分行及中法工商银行天津分行、美国花旗银行天津分行、意大利华义银行天津总行、比利时华比银行天津分行等。到1900年天津有银行、钱庄、票号300多家，1902年直隶总督袁世凯在天津创办中国第二家官办金融机构——官银号，成为天津第一家新式银行。1905年开设大清银行，至20世纪30年代中期，天津有中国的银行、钱庄103家，其中设总行的10家，设分行的93家；外国银行17家，占外国在华银行资本总额的16%。1935年天津共有中国资本银行29家，其中最著名的是北四行：即1915年成立的盐业银行天津分行、1917年成立的金城银行天津总行、1918年成立的大陆银行天津总行和1922年开业的中南银行天津分行，这四家银行中，除大陆银行外，其余三家银行的总行都设在天津，其中金城银行是“北四行”的重要支柱。在1921年2月7日天津创设了当时中国最早的证券交易所——天津证券花纱粮食皮毛交易所。在20世纪40年代，解放北路上设有49家国内外银行；有270多家国内外保险机构，还有功能完备的证券交易所，是当时全国仅次于上海的金融中心和保险业中心。

### 1949年至今

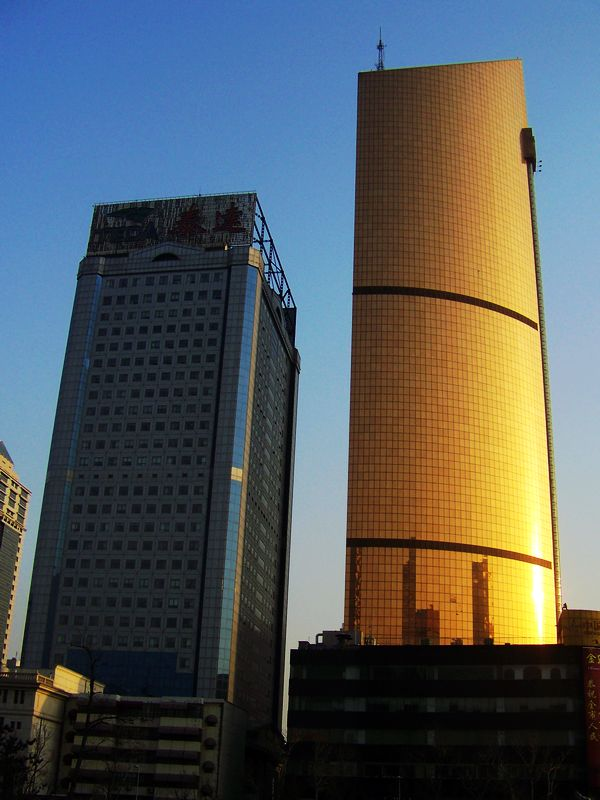
小白楼商务区

1949年6月1日，天津市证券交易所正式成立，曾有经纪人39家，上市证券为各大公司股票。天津投资公司于1951年发行的天津投资股份公司股票是中华人民共和国第一张股票。1952年7月19日，交易所撤销，其买卖由天津市投资公司办理，后又改为交通银行兼管。1956年公司合营后，股票交易停止。
改革开放初期，由于中央政策原因，中国大陆的金融资源配置向东部沿海地区倾斜的情况下，天津在东部的金融配置中相对落后，金融机构存贷款余额的增长速度在多数年份曾低于全国平均水平，在全国的比重呈下降趋势，到1999年均只占到11.95%左右，失去了在中国经济版图优势地位。但自2003年中国人民银行前行长戴相龙出任天津市长和滨海新区获批国家综合配套改革试验区以来，国务院鼓励滨海新区在金融和土地等重大改革方面先行先试。天津现有的本地银行有渤海银行、天津银行、天津滨海农村商业银行、天津农商银行、中德住房储蓄银行等。其中，渤海银行是中华人民共和国建立以来首个总部设立于天津的银行，也是第一家在发起设立阶段就引入境外战略投资者的中资商业银行。
在天津产权交易中心发起成立或支持下，天津股权交易所、天津滨海柜台交易市场、渤海商品交易所、天津排放权交易所、天津文化艺术品交易所等一批区域性交易场所相继成立，但由于均不属于经国务院金融管理部门批准设立的从事金融产品交易的交易场所，因此面临清理整顿的风险，特别是天交所和天津OTC违背了“一省一所”的监管原则。由于税收等优惠政策，天津的东疆保税港区成为中国最大的融资租赁机构注册地。同时，由于监管失序，天津地区一度出现了私募基金乱象，发生多起以私募股权投资为名义的非法集资活动。